# 马鞍镇 (仪陇县)
马鞍镇，是中华人民共和国四川省南充市仪陇县下辖的一个乡镇级行政单位。朱德故居位于马鞍镇。
2019年9月，撤销石佛乡和周河镇，将其所属行政区域划归马鞍镇管辖。

## 行政区划
马鞍镇下辖以下地区：
文琳社区、永兴社区、永安农村社区、琳琅村、险岩村、大垭村、蔡家坪村、蓬来村、千垭村、大井村、金山村、石坝村、瓦子坪村、席庵村、南海村、铁山村、钢铁村、高坡村、大梁村、挺进村、沙溪村、琳瑛村、土垭村、龙呈村、川石村、夜鹤村、玉兰村和梁山村、兴龙社区、神溪村、马梁村、新华村、白岩村、英雄村、水口村、方坝村、狮兰村、斑竹村、歧山村和双龙村、田湾村、龙金村、强华村、新春村、石板村、钱粮村、继红村、旭日村、青松村、金龙村、平鸽村、光明村和双祠村。

## 交通规划
在建的汉巴南高速铁路，其中设置有马鞍站。

## 知名人物
- 朱德